# Estadio Universidad Tecnológica de Nezahualcóyotl
El Estadio Universidad Tecnológica de Nezahualcóyotl, más conocido como Estadio Neza 86, es un estadio de fútbol, situado en Ciudad Nezahualcóyotl, en el Estado de México en México.

## Historia
Fue inaugurado en 1981 como Estadio "José López Portillo", al interior de la Universidad Tecnológica de Nezahualcóyotl. Fue renombrado como "Neza 86" en el marco de la Copa Mundial de Fútbol de 1986. A dicha sede acudieron a presenciar los partidos de la justa el cantante Rod Stewart (Escocia - Uruguay) el 13 de junio, y Diego Armando Maradona para el Dinamarca - Uruguay. Durante el partido de Escocia contra Uruguay, el árbitro Joël Quiniou, sacó la tarjeta roja más rápida en un mundial, pasados 56 segundos del encuentro. Expulsó a José Batista tras una entrada contra Gordon Strachan.
Fue la sede de los equipos del fútbol profesional Coyotes Neza, Osos Grises y Toros Neza. A partir del 2002, fue remodelado y acondicionado para ser temporalmente la casa de los Potros del Atlante.
En el año 2007 fue testigo del partido de la final de fútbol americano de la liga ONEFA Conferencia Nacional, entre Burros Blancos del IPN vs. Pumas Acatlán de la UNAM, ganando 34 a 19 el equipo del politécnico.
Para el 2009 fue utilizado por el equipo Atlante UTN de la Liga de Ascenso -antes Primera A-, que años atrás se le conocía como Atlante Neza y Potros Chetumal.
El 11 de diciembre de 2010 se dio a conocer de manera oficial que la filial de Monarcas Morelia "el Mérida FC" se trasladaba a Ciudad Neza, Su nuevo mote fue Club Neza, que en su primera temporada llega a semifinales de la Liga de Ascenso teniendo buenas entradas en este inmueble. En el Clausura 2013 el equipo ganó el torneo y el derecho a jugar la final de ascenso a Primera División, la cual finalmente perdió ante el Club de Fútbol La Piedad. Al finalizar la temporada 2012-2013 el equipo fue vendido a nuevos propietarios quienes convirtieron la franquicia en Delfines del Carmen y dejaron este estadio.
Debido a las características del suelo en el que se encuentra asentado, el estadio sufrió hundimientos en las gradas ubicadas al sur. En el 2013, el gobernador del estado de México, Eruviel Ávila Villegas, confirmó que el estadio sería remodelado mediante una inversión de 100 millones de pesos. Sin embargo, esta remodelación no se ha concretado.
En 2020 se creó el Neza Fútbol Club para participar en la Liga de Balompié Mexicano, la directiva del club presentó planes para remodelar al estadio en trabajo conjunto con el gobierno del estado. En un principio, el equipo debió disputar sus partidos en sedes alternas debido a que el Ayuntamiento no daba el permiso necesario para jugar en este recinto, finalmente, el 28 de noviembre el fútbol regresó al Estadio con el partido entre el Neza y el Atlético Capitalino.
En octubre de 2021 el Leviatán Fútbol Club comenzó a ocupar el estadio para sus partidos como local correspondientes a la Serie A de México. El equipo había dado a conocer sus planes para jugar en el inmueble desde antes de iniciar la temporada regular, sin embargo, hasta el mes de octubre disputó su primer partido en este escenario, lo que significó además la salida del Neza FC de este mismo estadio.

## Partidos del Mundial de 1986
En este estadio solo se jugaron los siguientes partidos de primera fase correspondiente al Grupo E:
| 4 de junio de 1986 | Escocia | 0:1 (0:0) | Dinamarca         |                                                                    |                                                                    |
|                    |         |           | Elkjær Larsen 57' | Asistencia: 18.000 espectadores Árbitro(s): Lajos Nemeth (Hungría) | Asistencia: 18.000 espectadores Árbitro(s): Lajos Nemeth (Hungría) |

| 8 de junio de 1986 | Dinamarca                                                   | 6:1 (2:1) | Uruguay             |                                                                              |                                                                              |
|                    | Elkjær Larsen 11', 67', 80' Lerby 41' Laudrup 52' Olsen 88' |           | Francescoli 45' (p) | Asistencia: 26.500 espectadores Árbitro(s): Antonio Márquez Ramírez (México) | Asistencia: 26.500 espectadores Árbitro(s): Antonio Márquez Ramírez (México) |

| 13 de junio de 1986 | Uruguay | 0:0 | Escocia |                                                                    |  |
|                     |         |     |         | Asistencia: 20.000 espectadores Árbitro(s): Joël Quiniou (Francia) |  |